# Alekszandrovszkij Zavod-i járás
Az Alekszandrovszkij Zavod-i járás (oroszul Александрово-Заводский район) Oroszország egyik járása a Bajkálontúli határterületen. Székhelye Alekszandrovszkij Zavod.

## Népesség
- 1989-ben 14 990 lakosa volt.
- 2002-ben 10 844 lakosa volt.
- 2010-ben 8 726 lakosa volt.